# Marc Camille Chaimowicz
 (octobre 2009).
Si vous disposez d'ouvrages ou d'articles de référence ou si vous connaissez des sites web de qualité traitant du thème abordé ici, merci de compléter l'article en donnant les références utiles à sa vérifiabilité et en les liant à la section « Notes et références ».
Marc Camille Andrzej Chaimowicz est un artiste français né à Courbevoie le 25 janvier 1946 et mort le 23 mai 2024.
Sa pratique artistique se situe entre le design et l'ameublement intérieur : il traite du rapport entre l'art et le mobilier (fonctionnel ou non).

## Biographie

### Enfance et formation
Marc Camille Chaimowicz naît d'une mère française et d’un père polonais.
Il vit depuis l’enfance au Royaume-Uni. Il fait ses études à Ealing, Camberwell et la Slade School of Art de Londres.
La nouvelle époque artistique prend soin de rapprocher l’art et la vie, souvent au moyen de performances. La vie de Marc Camille Chaimowicz devient un grand atelier. Il vit dans les espaces d’exposition, aménage les entrées d’hôtels, les décore avec ses objets, y sert le thé pour les visiteurs sur fond musical.

### Carrière
Il abandonne la performance quand elle devient une pratique officielle et peu subversive de l’art. Il aménage entre 1975 et 1979 son propre appartement d’Approach Road à Londres. Papiers peints, rideaux, vidéos avec l’artiste se mettant en scène : tout est imaginé, dessiné, conçu pour faire de son intérieur une chambre propice aux rêveries.
Dès les années 1980, décors et mobiliers prennent place dans les musées au moyen de scénographies quasi théâtrales. Il fait des centaines d’expositions à Londres, New York, Bâle…[précision nécessaire], proposant des successions d’intérieurs.
En 1984, il présente une exposition monographique au Consortium à Dijon.
Marc Camille Chaimowicz est représenté par Cabinet Gallery à Londres, Galerie Neu à Berlin, House of Gaga à Mexico et Andrew Kreps Gallery à New York[réf. nécessaire].
De mars à août 2018, il organise sa première exposition en solo aux États-Unis (Your place or mine...),.
Du 19 novembre 2022 au 10 avril 2023, il expose au MAMC+.
En 2023, sort une monographie consacrée au travail de Marc Camille Chaimowicz, Rêverie dans la pratique et dans ses formes, texte de Marie Canet et projections des films de l’artiste.

### Mort
Marc Camille Chaimowicz meurt le 23 mai 2024.